# Cox-Klemin XS
Die Cox-Klemin XS war eine Kleinserie von Aufklärungs- und Wasserflugzeugen der Cox-Klemin Aircraft Corporation von 1923 für die United States Navy.

## Geschichte
Nach dem Ersten Weltkrieg entwickelte das US Bureau of Aeronautics der US Navy einen einsitzigen Seeaufklärer, ohne ihn zu bauen. Im Jahr 1922 bekam die Cox-Klemin Aircraft Corporation den Auftrag sechs Maschinen dieses Typs unter der Bezeichnung Cox-Klemin XS-1 zu bauen. Diese Flugzeuge wurden als Experimental- und Versuchsflugzeuge für die Zusammenarbeit zwischen Flugzeugen und U-Booten verwendet. Sie mussten leicht, schnell zerleg- und zusammenbaubar sein, damit sie von U-Booten transportiert, gestartet und wieder aufgenommen werden konnten. Eine XS-1 wurde auf einen Kinner B-5-Motor umgerüstet und bekam die Kennung XS-2. Mit dieser Maschine gelang der USS S-1 (SS-105) am 28. Juli 1926 auf dem Thames River nahe New London das erste Mal der Transport, Zusammenbau, Start, Wiederaufnahme, Zerlegung und Rücktransport eines Flugzeuges durch ein U-Boot.

## Technische Daten
| Kenngröße                    | Daten der XS-1 (XS-2) |
| ---------------------------- | --------------------- |
| Besatzung                    | 1                     |
| Länge                        | 5,54 m                |
| Spannweite                   | 5,49 m                |
| Höhe                         | 2,44 m                |
| Leermasse                    | 295 (315) kg          |
| max. Startmasse              | 456 (476) kg          |
| Höchstgeschwindigkeit (VMO)  | 161 (185) km/h        |
| Dienstgipfelhöhe             | 3400 m                |
| Reichweite bei max. Zuladung | ca. 320 km            |
| Triebwerk XS-1               | Lawrance L-4          |
| Triebwerk XS-2               | Kinner B-5            |

## Martin MS

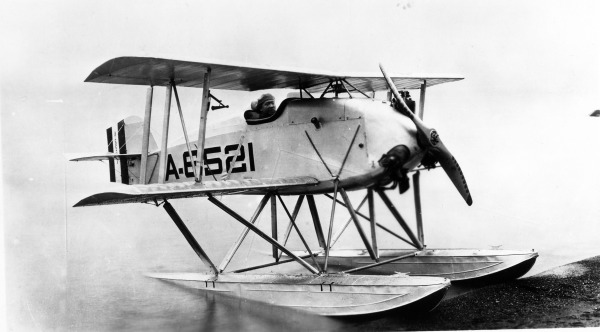
Martin MS

Parallel zur Cox-Klemin Aircraft Corporation bekam die Glenn L. Martin Company den Auftrag nach den gleichen Plänen ebenfalls sechs Flugzeuge zu bauen, die Martin MS. Der Unterschied war nur das Material. Die XS war vollständig in Holzbauweise hergestellt, während die MS in Gemischtbauweise mit einer Rumpf- und Tragflächenstruktur aus stoffbespanntem Metall und Metallschwimmern ausgeführt war. Die Martin-Werknummern waren 56 bis 61 und die zugewiesenen Bureau Number der US-Navy lauteten A6521 bis A6526. Die 12 Flugzeuge beider Typen wurden nebeneinander für die gleichen Tests verwendet. Der Antrieb bestand aus einem Lawrence Dreizylinder-Sternmotor mit 60 PS. Alle Maschinen wurden 1927 verschrottet.